# Šmarje pri Jelšah
Šmarje pri Jelšah je naselje s skoraj 2.000 prebivalci in upravno središče istoimenske občine v Sloveniji. Srednjeveška zgodovina kraja je tesno povezana z dvorcem Jelše »Jelšingrad«, ki stoji slab kilometer severovzhodno od Šmarja. Viri dvorec prvič omenjajo leta 1436, trške pravice pa je Šmarje dobilo 1875.
Šmarje pri Jelšah leži na sotočju štirih potokov v zahodnem delu Zgornjesotelskega gričevja, ob železniški progi Celje-Rogaška Slatina (Grobelno-Rogatec). 
Glavna znamenitost kraja je Kalvarija do Cerkve sv. Roka na Predenci nad mestom.

## Ime
»Šmarje« je v imenu tega kraja edninski samostalnik srednjega spola, zato je pravilna mestniška oblika »v Šmarju pri Jelšah« in ne »v Šmarjah pri Jelšah«. Pri nekaterih drugih slovenskih krajih z imenom Šmarje pa je Šmarje množinski samostalnik ženskega spola, tako je tam rodilniška oblika »iz Šmarij«.

## Zgodovina
- Zastranje - stara velika hiša v Grobelcah, kjer domuje kmet Grobelšek je bila nekdaj last bližnjega gradu Jelše. Tu so pod vodstvom domačina Franca Lorgerja odkopali večje rimsko poslopje, katerega ruševine zajemajo okoli 40.000 m². Ves kompleks ima obliko trapeza in je obdan z obzidjem. Med izkopavanji so našli tudi temelje stebrov, kapitele, stensko slikarijo, mozaična tla ter novce Gordijana, Konstantina in Faustine.
- Mestinje - o prisotnosti človeka v davnini priča najdba kamnite sekire, o naselbini v starem veku pa odkopani temelji rimskih stavb.
- Mala Pristava - na vzpetini severno od šmarske železniške postaje so našli rimsko vilo kopalnico. V celoti je tu stalo na 5000 m² četvero do šest stavb.

- Lemberg - za Breže-seliškimi so kraj dobili leta 1072 krški škofje in ga dajali v najem. O prastari prisotnosti človeka priča tu najdba kamnite sekire in bronastega dleta, ki ju hrani muzej v Celju.
- Leta 1144 prvič se omenja lemberški grad, ki je stal na griču blizu cerkve sv. Pankracija in so njegovi sledovi komaj še opazni. Njegovi lastniki so bili žovneški gospodje, ki so prav na tukajšnjo posest dobili leta 1341 grofovski naslov. Med boji Celjanov s Habsburžani v letih 1437-38 je bil grad porušen. Ko so izumrli Celjani je grad dobila rodbina Schaumburg in ga postopno obnovila. Domnevno so ga leta 1469 razdejali Turki.
- Šmarje - ime je prvič zapisano leta 1236, in to kot »Sancta Maria«. Takrat so pri tukajšnji cerkvi imenovali duhovnika »Heinricus Sacerdos de Sancta Maria« v pražupniji Ponikva. Pravijo, da je bilo nekoč v Šmarski dolini veliko jezero in da so na njegovem otoku pozidali Škapulirsko kapelo. Od tod naj bi bilo ime »Marija na jezeru«. Ta stavba in ostale trške hiše stojijo na okamenelih jelšah, in od tod naj bi izviralo ime »Šmarje pri Jelšah«. Ker pa se tudi dvorec na zahodu Šmarja imenuje po jelšah (Dvorec Jelše oz. Jelšingrad), je dobil kraj ime, kot ga ima še danes, Šmarje pri Jelšah. Kraj oziroma cerkev sta omenjena še leta 1348 kot »St. Marein«, leta 1385 »St. Marein bei Lemburg«, leta 1495 pa je cerkev omenjena kot podružnica Ponikve. Kot romarska cerkev je bila znana pod imenom »Marija na jezeru«. O tem, da je bilo Šmarje z okolico že zgodaj naseljeno, pričajo najdbe iz halštatske dobe na Gradišču (Banji vrh pri vasi Vodenovo) in pri sv. Miklavžu, ki jih je raziskoval arheolog dr.Slavko Ciglenečki. Skozi Šmarje je vodila tudi znana rimska cesta Celeia-Petovio, ob njej pa so v Grobelcah pri Šmarju in Mali Pristavi odkrili ostanke stare rimske vile.
- Lemberg - cerkev sv. Pankracija na zahodnem pobočju na naseljem se kot kapela prvič omenja leta 1262, kot cerkev pa leta 1334. Bila je samostojna duhovnija, vendar je do 16. stoletja spadala pod prafaro Ponikvo. V cerkvi je ohranjena grobnica lemberških graščakov in duhovnikov.
- Grad Žusem (13. stoletje) - ob cesti iz Volčje Jame stoje razvaline gradu Žusma (»Sussenheima«). To je bil krški fevd, last žusemskih gospodov, ki se omenjajo od 1203 do 1478. Med 1364 in 1404 ter 1437 in 1456 je bil v posesti Celjanov. Zatem je pripadal deželnemu knezu oz. njegovim oskrbnikom in najemnikom; med njimi so bili Altenhausi, Mosconi, Reisingi, Petazzi, nazadnje pa od 1864 Fiegelmuller, ki je dal leta 1876 grad porušiti. Ohranjene so le skromne razvaline.
- Senovica - leta 1335 se kraj prvič omenja (v povezavi s celjskimi grofi).
- Lemberg (1368) - naselje, ki se je razvilo pod gradom, se omenja kot »Trg Lemberg«.
- Dvorec Jelše (1424) je v virih prvič zapisan kot »Erlach«. Njegov nastanek starejša literatura postavlja v čas visokega srednjega veka in našteva celo gospode Jelške - Erlache, in to med letoma 1146 in 1335. Dvorec je bil najprej celjski fevd. Leta 1666 ga je dobil v zajem baron Žiga Gaisruck. Leta 1754 so k Jelšam sodili uradi Korpule, Jelše, Vojnik in Kostrivnica. Po letu 1799 so se zvrstili različni lastniki: A. Nagy, R. Novak, R. Goedel, Goedel-Lannoy, plemiči Artens in nato Caizi do II. svetovne vojne.
- Leta 1473 po Šmarskem pustošijo Turki. Ustno izročilo pravi, da jih je bilo vse polno po travnikih v Dvoru in da je bil Dvorski potok krvav od morije. Močno naj bi jih motilo zvonenje iz šmarske cerkve, pregnala pa naj bi jih bela žena, ki se je prikazovala na nebu nad cerkvijo, v kateri je bilo polno vzdihujočih in obupanih Šmarčanov.
- Dvorec Korpule pri Šmarju (1498) je omenjen kot urad vrbovške gospoščine. Prvotni dvorec je stal na območju lemberškega deželnega sodišča in je bil nekaj časa tudi lovski dvorec Celjskih grofov. Leta 1680 postane njegov lastnik grof Žiga Gaisruck. Kdo so bili poznejši lastniki, ni raziskano. Pred II. svetovno vojno je stavbo od nekdanje Ljudske posojilnice kupil Ivan Habjan, v njej pa so bile pisarne sreza Šmarje pri Jelšah.

- Šmarska cerkev postane leta 1612 sedež fare. Pred tem je bila podružnica Ponikve. Pred letom 1528 je postala vikariat, toda sedež vikariata je bil pri sedanji podružnici sv. Barbare, kjer so opravljali dušno - pastirske dolžnosti duhovniki s Ponikve. Cerkev v Šmarju so v času turških vpadov obdali z visokim obrambnim zidom.
- Uporni kmetje (1635) v času kmečkih uporov napadejo in oplenijo dvorca Jelšingrad in Korpule. Gradič Korpule je zdaj zasebna last in že dlje časa stanovanjska hiša. Skozi Korpule je potekala rimska cesta iz Celja proti Ptuju.
- Leto 1645 je črno leto za Šmarje. V kraju začne razsajati kuga, ki jo iz Ptuja v vas Breclovo (Brecljevo) prineseta dva okužena Šmarčana. V kratkem umre 200 ljudi. V priprošnjo sv.Roku, zaščitniku za kužne bolezni, pričnejo graditi cerkev sv.Roka nad Šmarjem. Po napisu nad vhodom v zakristijo lahko sklepamo, da je bila kuga »pregnana z dežele« leta 1646. (V letih 1883−1889 v času svojega službovanja v Šmarju, je kaplan Anton Aškerc omenjeni napis v nemščini poslovenil) . Gradnja cerkve sv. Roka se je nadaljevala in bila končana leta 1666.
- Lemberg - na bližnjem griču so še opazne razvaline gradu Videršeka, o katerem pa je znano samo to, da so ga imeli Tattenbachi in da ga je cesarska vojska 1671 porušila, ker je Erazem Tattenbach sodeloval v zrinjsko-frankopanski zaroti.
- 1738 - v času župnika Jurešiča so bile izdelane poslikava, štukature in glavna oprema v cerkvi sv. Roka. Poslikal jo je Anton Lerchinger iz Rogatca, rezbarska dela so iz Mersijeve delavnice iz Rogatca, štukature pa je oblikoval Jožef Anton Quadrio iz Maribora. Cerkev sv. Roka je ena najlepših baročnih umetnin v Sloveniji.
- 1743 - graditi pričnejo kapelice križevega pota k sv. Roku. Znameniti šmarski župnik Matej Vrečar, znan tudi kot matematik, astronom in urar, je dal zgraditi 14 kapelic križevega pota, ki sodijo med najlepše tovrstne gradnje na Slovenskem. Vse kapele so bile poslikane s freskami in opremljene s kipi, ki so predstavljali prizore iz pasiona. Kapele in pot med njimi so bile dokončno zgrajene leta 1753.
- Sladka Gora - Marijino cerkev so dogradili leta 1754. Po čudoviti arhitekturi in bogati opravi spada med najpomembnejše spomenike na Štajerskem. Njena zunanjščina je izredno slikovita, centralno komponirana notranjščina pa prostorno harmonična in akustična.
- Leta 1778 veliki požar uniči celoten kraj Šmarje. Nepoškodovana ostane edino cerkev. V župnišču zgorijo vse stare listine. Uničen je pomemben dokument zgodovinskega razvoja kraja.
- 1783 - prvi dokaz o začetku šolstva v Šmarju. Tega leta sta kaplana Jožef Damiani in Štefan Reich opravila v Celju pedagoški izpit, kar pomeni, da je takrat delovala v Šmarju zasebna farna šola ali vsaj nedeljska šola. Ko so leta 1797 pričeli graditi novo župnišče, so staro prepustili šoli. Stavba je stala na zdajšnjem župnijskem vrtu nad župniščem.
- 1796 - Kristan Vrh - od tod je doma Jakob Strašek, pesnik, Slomškov prijatelj (1796-1830).
- Leta 1800 se dokončno se porušita cerkvi sv. Filipa na Prelogah in cerkev sv. Karla Bartolomejskega pri Jelšingradu.
- Leta 1804 je končana gradnja novega župnišča, ki stoji še danes. Stavba daje videz klasicistične arhitekture z veliko prečno ležečo vežo z banjastim obokom in velikim vhodnim portalom.
- Kristan Vrh - Janez Krumpak (1804-1862), ki je izšel iz Slomškove šole in je bil soustvarjalec Ahacijeve pesniške zbirke.
- Leta 1820 je v Šmarju 32 hiš in 236 prebivalcev.
- Šentvid pri Grobelnem - Tomaž Mraz (1826-1916), publicist in nabožni pisatelj.
- Šentvid pri Grobelnem - tu je leta 1827 umrl Mihael Zagajšek, rojen 12. septembra 1739 v Zagaju pri Ponikvi. Zagajšek je bil svoj čas upoštevana osebnost v celjskem okrožju, vendar Slovnica, v kateri je kot prvi Slovenec nemškemu razpravljalnemu jeziku dodal še slovenskega, ni izpolnila njegovih pričakovanj, saj je bila naslonjena na napačne opore. Tako je večina njegovih del ostala v rokopisni zapuščini, deloma pa se je razgubila. Teden dni pred smrtjo ga je obiskal škof A. M. Slomšek, kateremu je v oporoki zapustil vse svoje knjige in spise. Zapis na nagrobniku je slovenski v bohoričici.
- Kristan Vrh, Mihael Žolgar (1833 - 1890), strokovni pisatelj, jezikoslovec, soustanovitelj, izdajatelj in založnik pedagoškega časopisa Popotnik.
- Leta 1838 se je rodil Franc Skaza, soustanovitelj prve slovenske tiskarne v Mariboru, kjer so začeli tiskati časopis Slovenski narod. Bil je eden prvih narodnih buditeljev v Šmarju, njegov dom pa je postal shajališče rodoljubov v 70. in 80. letih 19. stoletja. Izredno lepa Skazova hiša stoji še danes. V baročno - romantičnem stilu prikazana veža ima upodobljene rodoljube takratnega časa: Ignacija Orožna, A. M. Slomška, Antona Tomšiča, Josipa Vošnjaka, Valentina Zarnika in J. J. Strossmayerja. Hiša je prišla kasneje v Ferličevo last, po II. svetovni vojni pa je bil v njej zdravstveni dom in nazadnje podjetje IKOM.
  - Kristan Vrh, Vekoslav Strmšek (1848-1907), publicist, narodni in društveni delavec, ki so mu na šoli vzidali spominsko ploščo.
  - 1850 - na prvih volitvah okrajnega glavarstva v Celju je bil v sodnem okraju Jelšovec (po dvorcu Jelše pri Šmarju) izvoljen za šmarskega župana gostilničar Franc Skaza starejši, za občinske svetnike pa posestniki Anton Jagodič, Anton Čakš in Štefan Kokot ter trgovec Franc Tančič.
  - Mestinje - Jakob Sket (1852-1912) pisec šolskih knjig, urednik, pripovednik, avtor Miklove Zale.
  - Belo - Janez Vreže (1862-1943) bogoslovni in nabožni pisatelj. V posebnem spisu je prikazal zgodovino rojstnega kraja.
  - Leta 1866 rojen in do leta 1895 v Šmarju živeči dr. Hugo Kartin (odvetnik), ustanovitelj šmarske posojilnice. Svojo hišo je zapustil posojilnici, ki je bila ustanovljena leta 1892, v njej pa je imela prostore tudi šmarska čitalnica.
  - Vršna vas, od tod je doma Jakob Palir (1866-1957), nabožni pisatelj in urednik.
  - 1869 - v Šmarju je 55 hiš in 335 prebivalcev.
  - Leta 1870 pride v Šmarje za zdravnika dr. Josip Vošnjak, pisatelj in narodni buditelj. V dveh letih službovanja v tem kraju se je vključil v krog takratnih naprednih Šmarčanov, ki so se zbirali v Skazovi hiši.
  - Leta 1872 se je v Šmarju rodila Marica Strnadova. Njen oče je bil notarski uradnik. Šolala se je v domačem kraju, nato pa je končala učiteljišče v Ljubljani. Učiteljevala je v različnih krajih Slovenije, nekaj časa pa je živela tudi v Rusiji. Postala je znana slovenska pesnica na prelomu stoletja. Precej pesmi je celo objavljala pod psevdonimom »Šmarčanka«, in to v najvidnejših literarnih revijah tistega časa: Ljubljanskem zvonu, Vesni, Slovenki, itd.
  - 1873 - v Šmarju je zgrajena nova šola (na njenem mestu stoji danes pošta). Imela je 5 učilnic. Pesnik Anton Aškerc, kaplan v Šmarju, je skupaj s Francem Skazo dosegel, da je bil v šoli od leta 1887 učni jezik slovenski. V tem času je v Šmarju učiteljeval Franc Jurkovič, ki je aktivno deloval še na mnogih drugih področjih, tudi kot fotograf, kronist svojega časa.
  - Leto 1875 je pomembna letnica za Šmarje. Dograjeno je bilo sodišče. Šmarje postane sedež okrajnega sodišča, davkarije, pošte in orožniške postaje. S temi državnimi službami so bili dani pogoji, da je bilo Šmarje tega leta povzdignjeno v trg. S tem letom se prične Šmarje razvijati kot upravno središče šmarsko-rogaško-sotelskega območja.
  - Leta 1880 v Šmarju ustanovijo gasilsko društvo. To postane eno najaktivnejših na tem območju. Prvi načelnik požarne obrambe je bil takratni župan Leopold Fiegelmüller, lastnik žusemskega gradu.
  - V Šmarju je leta 1883 ustanovljena čitalnica. Prvi predsednik postane c.k. poštar in veleposestnik v Šmarju, Franc Skaza, podpredsednik Martin Ivanc - dekan v Šmarju, knjižničar Slavko Flis - učitelj, blagajnik Janez Lešnik - trgovec, tajnik Tone Aškerc - kaplan, prvi odbornik Janez Anderluh - predsednik okrajnega zastopstva in veleposestnik, drugi odbornik pa Gašper Senica - posestnik v Ponkvici. Čitalnica pomeni razmah kulturnega življenja v kraju. Tu so lahko člani prebirali časopise in knjige, prirejali pa so tudi burke in igre s petjem. Leta 1883 pride v Šmarje za kaplana Anton Aškerc. V času šestletnega službovanja v tem kraju je vodil izrazit boj proti nemškutarjem in v marsičem tudi uspel. V Šmarju je napisal znameniti cikel balad »Stara pravda« in pripravil za izdajo zbirko »Balade in romance«. Leta 1885 je dal v župnijski cerkvi postaviti kip sv. Cirila in Metoda, saj je postal po vrnitvi iz Češke in Moravske vnet pripadnik slovanstva.
  - Leta 1884 je bil rojen Fran Lorger, strokovni pisatelj, ki je v domačem kraju in v Savinjski dolini odkril pomembne rimske izkopanine. Na Grobelškovih njivah v Zastranju je odkopal razkošno opremljeno rimsko vilo iz 3.- 4. stoletja. Skozi Šmarje je v času Rimljanov vodila znamenita Rimska cesta Celeia - Petovio. Potekala je od Ponkvice preko Jelšingrada, Korpul in naprej na Kristan vrh. Dobro ohranjene rimske predmete (štukature, slike, marmorne ostanke itd.) hrani mariborski muzej.
  - Kačji dol pri Kristan Vrhu - Miloš Verk (1890 - 1952), pedagoški pisatelj in kartograf.
  - Kristan Vrh - Pavel Strmšek (1891-1965) strokovni publicist in društveni delavec, slavist in zgodovinar, v posebni knjižnici je prikazal svoj rojstni kraj pod naslovom »Medvedje selo« (1936).
  - Leta 1893 začne v Šmarju delovati zdravnik, koroški rojak, dr. Josip Rakež. Znan je tudi kot pisatelj poljudnoznanstvenih razprav iz svoje in sorodnih strok ter avtor za študente prirejenih pivskih »Križevačkih štatutov«.
  - Leta 1903 je bila zgrajena železniška proga Grobelno - Rogatec. S tem je bilo Šmarje povezano z ostalimi slovenskimi kraji, ki so imeli železnico. Po II. svetovni vojni so na mestu porušene železniške postaje zgradili novo, leta 1960 pa predor pod Halerjevim bregom.
  - Leta 1907 se je v Zibiki rodil Martin Čokl, strokovni pisatelj in gozdarski inženir.
  - Zibika - Stanko Strašek (1917-1968), urednik, publicist in kulturno-prosvetni delavec na Hrvaškem
    - Leta 1922 je bilo ustanovljeno »konzumno društvo« z namenom, da zaščiti kmete pred izkoriščevanjem trgovcev pri odkupu kmetijskih pridelkov. Ustanovitelji so bili Janez Golčman (takratni župan), Jože Stoklas, Janez Čakš, Franc Šraml, Karel Pezdevšek, Franc Vrečko in Matija Sovinc.
    - Leta 1924 postane Šmarje pri Jelšah sedež sreza, ki je segal od Planine pri Sevnici do Žetal in od Ponikve do sv. Petra pod sv. Gorami. Sresko načelstvo je imelo naslednje oddelke: obči, kmetijski, sanitetni, veterinarski, prosvetni, vojaški, sreski cestni odbor, sresko sodišče, davčno upravo z oddelkom finančne kontrole in žandarmerijski vod. Srez je v omenjenem obsegu obstojal do začetka II. svetovne vojne.
    - Leta 1925 se začne izredno živahno kulturno delovanje v kraju. Uprizarjajo številne igre, in to v sokolski dvorani ter v dvorani katoliškega doma. Delujeta dva zbora: mešani in moški. Leta 1932 je bila ustanovljena znamenita šmarska »Sokolska godba«. Živahno kulturno življenje prekine druga svetovna vojna.
    - 1931 - začetek delovanja mlekarne v Šmarju. Avgust Kovačič prične zbirati mleko in ustanovi zasebno mlekarno, ki je bila zametek kasnejše mlekarske in sirarske proizvodnje v Šmarju.
    - Z Bobovega je bil leta 1935 napeljan prvi vodovod v Šmarje.
    - Leta 1941 Nemška okupacija prizadene tudi Šmarje. Nemci so pregnali v Srbijo in na Hrvaško 78 ljudi, 9 so jih ustrelili, mnoge pa odpeljali v koncentracijska taborišča. 5. novembra 1944 so partizanska letala napadla Šmarje in do tal porušila železniško postajo.
    - 10. septembra 1944 so se v Šentvid pri Grobelnem pripeljali Nemci v oklopnem vagonu in se spopadli s partizani.
    - 11. maja 1945 prispejo v trg prve motorizirane partizanske enote. Končana je bila morija II. svetovne vojne. 64 usmrčenih, padlih za svobodo, je zapisanih na spomeniku sredi trga.
      - Leta 1948 je bilo ustanovljeno je bilo kulturno društvo Anton Aškerc. Za predsednika je izvoljen Avgust Anderluh. Kulturno življenje doživi nov razmah, zlasti na dramskem in zborovskem področju. Ustanovljena sta bila še knjižnica in Kino Šmarje. Uprizorjene so bile znamenite igre: Celjski grofje, Miklova zala, Draga Ruth, Veriga, Kukavičje jajce, itd.
      - Društvo ljudske tehnike leta 1953 ustanovi Radio Šmarje pri Jelšah. Ustanovitelji so Jože Plemenitaš, Jože Gojtan in Jože Jakoš. Radio je s svojim programom v letih razvoja in širitve programa postal najbolj poslušana lokalna in regionalna radijska postaja v Sloveniji.
      - Z združitvijo občin Šmarje, Rogaška Slatina in Kozje nastane leta 1958 nova velika občina Šmarje pri Jelšah. Prvi predsednik občine postane Jože Lojen, ki je bil predsednik tudi v 70. letih. Predsedniki so bili še: Alojz Libnik, Beno Božiček, Darko Bizjak, Anton Dirnbek, Veljko Kolar, Franc Potočnik in Jože Čakš, predsedniki izvršnega sveta od leta 1974 dalje pa: Beno Božiček, Franc Mlaker, Branko Pucelj, Marjan Babič, Miran Krklec in Marjan Aralica.
      - Leta 1963 je zgrajen nov zdravstveni dom, v tistih časih najmodernejši v Sloveniji. Zasluga za zgraditev pripada dr. Jošku Majhnu. K razvoju zdravstva v Šmarju pa je veliko prispeval znameniti šmarski zdravnik dr. Viktor Lorger (1891-1971). S svojim strokovnim in humanim delom je dal zdravstvu v Šmarju svojstven pečat.
      - Leta 1972 Šmarje dobi otroški vrtec in s tem organizirano varstvo predšolskih otrok.
      - Leta 1974 Šmarje prizadene potres. Prične se intenzivna popotresna gradnja, ki spremeni trg in okolico. V Šmarju so po potresu podrli naslednje stavbe: šolo pri kinodvorani, šolo pri sodišču, stavbo sreskega načelstva, Kartinovo hišo, Majhnovo hišo, Valantovo hišo, Kolaričevo hišo, Plutovo hišo, gostilno Habjan s pripadajočo gledališko dvorano in gospodarskimi poslopji, hišo Zofke Lorgarjeve, staro zadružno trgovino s skladiščem. Kaplanijo so podrli že leta 1961, ko so asfaltirali cesto skozi Šmarje. Z odstranitvijo omenjenih stavb in izgradnjo novih je Šmarje, žal, izgubilo svoje staro trško jedro.
      - Leta 1976 je bila dograjena osnovna šola. Obe stari šolski stavbi sta bili po potresu poškodovani. Zgornja šola, ki je bila za šolske potrebe leta 1948 preurejena iz sodišča, ko je v njej dobila svoje prostore nižja gimnazija in po letu 1957 razredi od 5. do 8., je bila poškodovane že pred potresom, zato se je gradnja nove šole pričela že leta 1973. Danes je to centralna šola s šestimi podružnicami. V mirnem naravnem okolju je še dograjen dom upokojencev, ki je bil do tega leta v graščini Jelšingrad.
      - Po načrtih arhitekta Janeza Anderluha je bil leta 1978 zgrajen kulturni dom. S predstavo »Celjski grofje« v režiji Jožeta Jakoša je bil predan svojemu namenu. Prostore so dobili: gledališka in kino dvorana, zveza kulturnih organizacij, avla z razstavnim prostorom, občinska matična knjižnica, radio Šmarje pri Jelšah in krajevna skupnost. Novi prostori omogočajo ponoven razmah kulturnega delovanja v kraju. V gledališki dvorani pričnejo z abonmajskimi predstavami slovenskih poklicnih in amaterskih gledališč. Kulturno društvo Anton Aškerc doživi razcvet. Gledališka skupina uprizori leta 1980 Partljičevo komedijo »O, ne, ščuke pa ne!«. Omenjena predstava pomeni začetek ponovnega aktivnega gledališkega dogajanja v kraju. S predstavami: Vrt, Vražji fant z zahodnega sveta, Smrt predsednika hišnega sveta in Junona je gledališče uspešno sodelovalo na republiških revijah slovenskih amaterskih gledališč. Aktivno deluje tudi moški pevski zbor (ustanovljen 1974), ki pod vodstvom Bibiane Hrovat pripravlja nastope, koncerte na občinskih in regijskih revijah.
      - Leta 1981 je bila zgrajena nova občinska stavba s prostori za sodišče, policijo, zavarovalnico, geodetsko upravo in z dodatnimi prostori za občino.
      - Leta 1984 izide obsežen zbornik »Med Bočem in Bohorjem«.
      - Leta 1990 postane lastnik dvorca Jelšingrad Zdravilišče Rogaška Slatina. Pričnejo se aktivnosti za obnovo propadajočega gradu in izgradnjo golf igrišča v okolici graščine. Zdravilišče proda dvorec z zemljiščem dvema zasebnikoma iz tujine. Vojna v Sloveniji in gospodarska kriza Rogaške Slatine ustavita zamišljen projekt. Občina Šmarje pri Jelšah si močno prizadeva najti novega lastnika, ki bi graščino končno rešil pred propadom.
        - Leta 1995 Šmarje postane po reorganizaciji samouprave nova občina. Za župana je bil izvoljen Jože Čakš, za predsednika občinskega sveta Vinko Habjan, leto za tem pa Stanko Javornik. V tem letu organizira Šmarje pod idejnim vodstvom akademskega slikarja Staneta Jagodiča prvi slovenski trienale satire in humorja ARITAS. Ob tej priložnosti izideta katalog Aritas in zbornik Satira Multi, na trgu pred kulturnim domom pa je postavljen slovenski pranger - zapovednik Homo Humanus.
        - Leta 2020 Šmarje pri Jelšah postane eno od največjih žarišč virusa SARS-CoV-2 v Sloveniji. 11. marca 2020 so potrdili okužbo pri učiteljici šmarske osnovne šole.[3] Župan Matija Čakš je odredil zaprtje šole konec tedna (12. in 13. marec), pri čemer ga ministrstvo pod vodstvom Jerneja Pikala ni podpiralo.[4][potreben boljši vir] Že naslednji dan je Vlada RS odredila popolno zaprtje šol s ponedeljkom, 16. marca 2020. Kljub temu je število okužb v Šmarju začelo nekontrolirano rasti, s čimer je kraj postal eno od največjih žarišč virusa v Sloveniji. Na dan 19. marca 2020 je bilo v šmarskem domu za ostarele potrjenih sedem okužb pri stanovalcih in tri pri uslužbencih. 27. marca 2020 so potrdili tudi prvo okužbo zaposlenega v Zdravstvenem domu Šmarje pri Jelšah.[5]

- Sklici

1. ↑  »Prebivalstvo po spolu in po starosti, občine in naselja, Slovenija, letno«. Statistični urad Republike Slovenije.
2. ↑  Toporišič, Jože s sod., ur. (2001). »Pravila« (PDF). Slovenski pravopis. Ljubljana: Založba ZRC.
3. ↑  Rok (11. marec 2020). »S koronavirusom okužena učiteljica in učenec na Celjskem. Država ni odobrila zaprtja šole, a se je župan odločil drugače«. Celje.info. Pridobljeno 1. aprila 2020.
4. ↑  »Pikalo še kar nasprotuje županu Šmarja pri Jelšah in ogroža splošno varnost | Nova24TV«. nova24tv.si. 12. marec 2020. Arhivirano iz prvotnega spletišča dne 23. aprila 2020. Pridobljeno 1. aprila 2020.
5. ↑  novic, Uredništvo Rogaških (27. marec 2020). »Šmarje pri Jelšah: Potrjena okužba pri zaposleni v ZD Šmarje pri Jelšah«. Novice.si. Pridobljeno 1. aprila 2020.